# Royale Moncrabeau
La société Royale Moncrabeau appelée aussi les Quarante Molons (en wallon : les Cwarante Molons) est une société philanthropique, musicale et chantante de la ville de Namur en Belgique. 
C'est probablement la plus ancienne société folklorique wallonne. De 2004 à 2020, elle a été reprise parmi les chefs-d’œuvre du Patrimoine oral et immatériel de la Fédération Wallonie-Bruxelles.

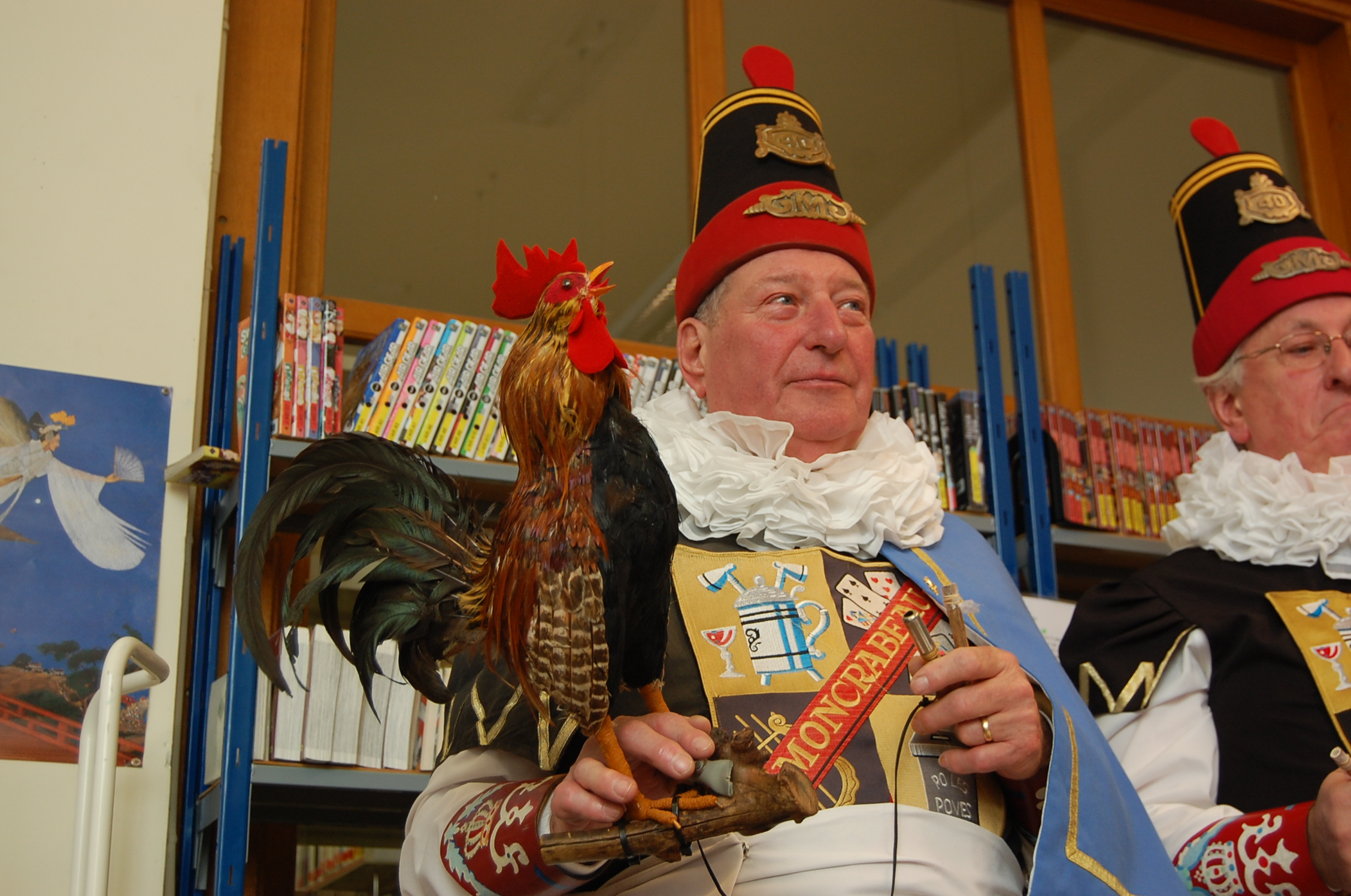

## Historique
Depuis 1783, il existait à Namur plusieurs sociétés réunissant de bons vivants et autres raconteurs de blagues et de mensonges comme le Cercle des Canaris, le Cercle des Minteûs et Li Cabinet dès Mintes.
Le 27 septembre 1843, la Société Moncrabeau est fondée à Namur. Elle regroupe des membres qui seront 40 (comme l'académie française) et s'appellent les quarante molons . Parmi les membres fondateurs, on peut citer le musicien aveugle Nicolas Bosret, auteur de l'hymne namurois Li Bia Bouquet, Charles Wérotte, Philippe Lagrange et Julien Colson. En plus de se divertir en se racontant blagues, mensonges et anecdotes, cette société se veut à vocation philanthropique et musicale formant ainsi un orchestre utilisant principalement le mirliton. La devise des Moncrabeautiens est : Plaisir et charité.

## Origine du nom
Le nom Moncrabeau provient d'un village français du département de Lot-et-Garonne où existe depuis le XVIe siècle une Académie des Menteurs où l'on distribuait des diplômes de menteurs et où est organisé un festival des menteurs. Un jumelage a eu lieu en 1946 avec l'Académie des Menteurs de Moncrabeau, et tous les deux ans, une fois en France, une fois à Namur, les membres des deux sociétés se retrouvent. 
Le "Molon" provient d'un mot wallon namurois désignant la larve de hanneton.  En wallon namurois, le hanneton se dit " balouje" et un dicton dit d'une personne un peu folle, qu'elle a "one balouje dins s'tièsse" ( un hanneton dans la  tête).
Le molon peut évoquer la lenteur qui qualifie parfois les Namurois mais aussi un certain esprit contrarié. 

## Activités

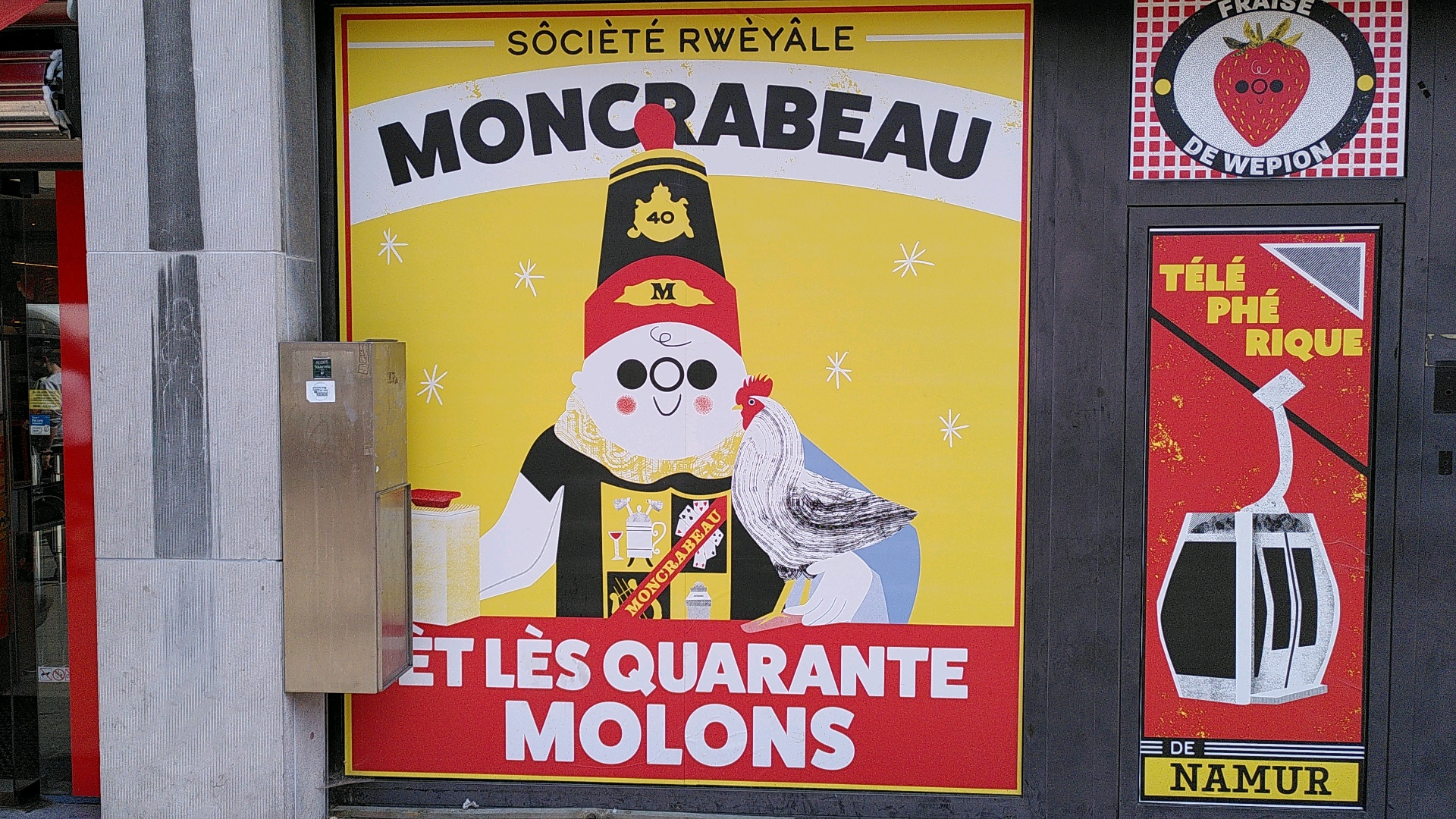
Affiche rendant hommage à la Royale Moncrabeau, sur la façade de l'Hôtel de Ville de Namur.

Chaque semaine, la société se réunit pour répéter des chants folkloriques wallons.
Elle organise chaque année, en prémice aux fêtes de Wallonie,  un concours de menteries, de fausses histoires crédibles et cohérentes racontées en français ou en wallon. Le gagnant est appelé Li Prince-Présidint dès Minteus (le Prince Président des menteurs).
En Gascogne, à Moncrabeau, chaque année est élu un Roi des Menteurs. 
La société participe activement à la vie folklorique namuroise comme pendant les fêtes de Wallonie mais se produit aussi dans toute la Belgique et en France.
En septembre, les Molons organisent des collectes pour les pauvres et les nécessiteux. Ils sont habillés en costumes et munis de leur chirlike (tirelire). C'est dans ce domaine trop méconnu de la philanthropie que les 40 Molons exercent la plus humble part de leurs multiples activités. Ils viennent en aide aux "pauvres honteux", ceux qui ne demandent rien mais dont les Molons apprennent qu'ils sont dans le besoin. 